# Battery (dryck)

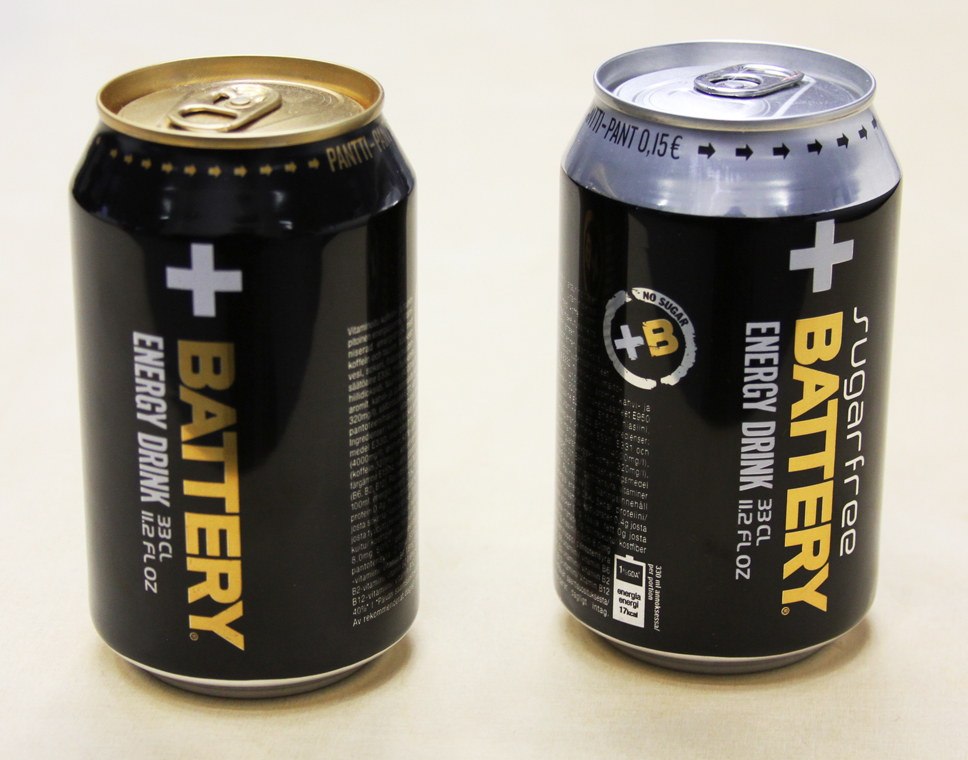
Två Battery-burkar

Battery är en energidryck som bland annat innehåller guaranin. Varumärket tillhör finska Oy Sinebrychoff Ab som ägs av Carlsberg.
Battery Sugar Free är den sockerfria varianten, tidigare hette denna Stripped.

## Internationell lansering
Drycken utvecklades och lanserades i Finland i  januari 1997. Den började exporteras till Estland, Lettland och Litauen redan sommaren samma år. Året därpå börjades man exportera drycken till Norge och Sverige. Idag är battery en dryck som säljs i cirka 40 länder välden över. Under 2010 öppnades en webbutik som samarbetar med hemsidor som Amazon.com och Suomikauppa.fi.